# Jaltenco
Jaltenco és un dels 125 municipis de l'estat de Mèxic. Limita al nord i a l'oest amb Zumpango, al sud amb Nextlalpan i a l'est amb Nextlalpan i Tonanitla. El seu nom religiós és San Andrés Jaltenco. Jaltenco, prové de la llengua nàhuatl, és un topònim aglutinat que es compon de tres paraules: Xalli = sorra,* tentli = riba, co = lloc. Xaltenco= lloc de la riba de sorra. El territori municipal de Jaltenco és a l'extrem meridional de la vall de Mèxic, entre les coordenades geogràfiques extremes: latitud nord en el paral·lel 19 ° 58 '11 ", en paral·lel 20 ° 01' 51"; i longitud oest del meridià de Greenwich 99 ° 05 '00 ", al meridià 99 ° 11' 52"; es troba al nord-est de l'estat de Mèxic i al nord de la ciutat de Mèxic. La capçalera municipal es San Andrés Jaltenco i localitza a una distància aproximada de 52 quilòmetres de la Ciutat de Mèxic.